# Exostema lancifolium
Exostema lancifolium là một loài thực vật có hoa trong họ Thiến thảo. Loài này được Borhidi & Acuña mô tả khoa học đầu tiên năm 1971.